# SARM Division No. 4
Die SARM Division No. 4 ist eine Division in der kanadischen Provinz Saskatchewan. Sie ist Teil der Saskatchewan Association of Rural Municipalities (SARM) und liegt im nordöstlichen Bereich der Provinz. In der Division gibt es 43 Rural Municipalities; Verwaltungsoberhaupt ist Harvey Malanowich.
Die Vegetation der Division befindet sich in der Übergangszone von Prärie zum Aspen Parkland und ist daher von Gras- und Steppenland gekennzeichnet. Hauptwirtschaftszweige in der Region sind u. a. die Forstwirtschaft, Energieerzeugung, Agrarkultur und der Tourismus.

## Rural Municipalities
- RM Calder No. 241
- RM Wallace No. 243
- RM Orkney No. 244
- RM Garry No. 245
- RM Ituna Bon Accord No. 246
- RM Kellross No. 247
- RM Touchwood No. 248
- RM Cote No. 271
- RM Sliding Hills No. 273
- RM Good Lake No. 274
- RM Insinger No. 275
- RM Foam Lake No. 276
- RM Emerald No. 277
- RM St. Philips No. 301
- RM Keys No. 303
- RM Buchanan No. 304
- RM Invermay No. 305
- RM Elfros No. 307
- RM Big Quill No. 308
- RM Livingston No. 331
- RM Clayton No. 333
- RM Preeceville No. 334
- RM Hazel Dell No. 335
- RM Sasman No. 336
- RM Lakeview No. 337
- RM Lakeside No. 338
- RM Kelvington No. 366
- RM Ponass No. 367
- RM Spalding No. 368
- RM Hudson Bay No. 394
- RM Porcupine No. 395
- RM Barrier Valley No. 397
- RM Pleasantdale No. 398
- RM Bjorkdale No. 426
- RM Tisdale No. 427
- RM Star City No. 428
- RM Arborfield No. 456
- RM Willow Creek No. 458
- RM Moose Range No. 486
- RM Nipawin No. 487
- RM Torch River No. 488